# John Kufuor
John Kofi Agyekum Kufuor (Kumasi, 8 de diciembre de 1938) es un abogado y político ghanés, miembro del Nuevo Partido Patriótico, que fungió como presidente de su país desde 2001 hasta 2009. Llegó al poder tras ganar en segunda vuelta las elecciones presidenciales de 2000, derrotando al candidato John Evans Atta Mills, del oficialista Congreso Nacional Democrático, y consolidando la democracia en su país al protagonizar, junto a su predecesor Jerry Rawlings, el primer traspaso pacífico de poder entre dos presidentes de distintos partidos políticos desde la independencia de Ghana en 1957.
La carrera política de Kufuor lo posiciona en el lado democrático liberal de la historia política de Ghana, perteneciendo al Partido Unido y a la Convención Unida de Costa de Oro. Fue ministro durante el gobierno de Kofi Abrefa Busia, del Partido del Progreso, entre 1969 y 1972, y fue diputado del Parlamento de Ghana por el opositor Partido del Frente Popular (Ghana) durante el gobierno de Hilla Limann (1979-1981). En 1996 se presentó como candidato presidencial del Nuevo Partido Patriótico, siendo derrotado por el presidente incumbente Jerry Rawlings. En 2000 Kufuor fue nuevamente candidato del NPP, obteniendo la victoria en segunda vuelta. Fue reelegido para un segundo mandato en 2004, esta vez triunfando en primera vuelta. En 2008, el candidato de su partido, Nana Akufo-Addo, fue derrotado por John Evans Atta Mills. Kufuor finalizó su mandato el 7 de enero de 2009.

## Primeros años
Miembro de la etnia asante, John Kufuor nació en Kumasi, en la región de Ashanti, el 8 de diciembre de 1938, en la colonia británica de Costa de Oro, actual República de Ghana. Asistió al Prempeh College desde 1954 hasta 1958, un año después de la independencia de su país como un Reino de la Mancomunidad. Entre 1959 y 1961 estudió en el Lincoln's Inn, en Londres, y posteriormente en Exeter College, Oxford (1961-1964). En el Registro Parlamentario de la Segunda República, Kufuor lista como sus aficiones e intereses el tenis de mesa, la lectura, el fútbol y los espectáculos cinematográficos. Se casó en 1962 con Theresa Mensah, con quien tuvo cinco hijos. Sería presidente del Asante Kotoko Football Club de 1988 a 1991.

## Inicios en la policía
Kufuor fue elegido diputado por el distrito de Atwima Nwabiagya (en su región natal de Ashanti), en 1969, por el gobernante Partido del Progreso, cuando en su país se restauró la democracia parlamentaria luego del derrocamiento de Kwame Nkrumah y la salida del poder de la dictadura militar resultante. Fue nombrado Viceministro de Asuntos Exteriores por el Primer ministro Kofi Abrefa Busia y representó a Ghana en varias ocasiones. De 1969 a diciembre de 1971 dirigió la delegación de Ghana ante la Asamblea General de las Naciones Unidas en Nueva York, en las reuniones ministeriales de la Organización de la Unidad Africana en Adís Abeba y en la Conferencia Cumbre del Movimiento de Países No Alineados en Lusaka. En 1970 dirigió la delegación ghanesa ante Moscú (Unión Soviética), Praga (Checoslovaquia) y Belgrado (Yugoslavia) para discutir el endeudamiento de Ghana con estos países.
Como Portavoz del Ministerio de Relaciones Exteriores y segundo líder de la oposición del Grupo Parlamentario del Frente Popular (PFP) durante la Tercera República (1979-1981), fue invitado a acompañar al presidente Hilla Limann a la Conferencia de la OUA en Freetown, Sierra Leona. También fue miembro de la delegación parlamentaria que visitó los Estados Unidos en 1981 para hablar con el Fondo Monetario Internacional (FMI) y el Banco Mundial sobre los problemas económicos de Ghana.
Tras el golpe de Estado que puso fin al gobierno democrático de Limann e instauró el régimen militar de Jerry Rawlings, en enero de 1982 el liderazgo del Partido Popular (APP), que era una alianza de todos los partidos de la oposición, aconsejó a algunos miembros destacados, entre ellos el vicepresidente de la Alianza, Alhaji Iddrisu Mahama, el Secretario General Obed Asamoah, y Kufuor, aceptar una invitación del Consejo Provisional de Defensa Nacional (PNDC) para servir en lo que se pretendía ser un Gobierno Nacional. Kufuor fue nombrado Secretario de Gobierno Local en este nuevo gobierno.
Como Secretario de Gobierno Local, escribió las Guías de Políticas del Gobierno Local que debían ser la base de las actuales Asambleas de Distrito descentralizadas.

## Primera candidatura presidencial
Tras la restauración de la democracia, en 1992, Kufuor pasó a formar parte del Nuevo Partido Patriótico (NPP), que se declaraba sucesor del Partido del Progreso, y que boicoteó las elecciones legislativas luego de que su candidato presidencial, Albert Adu Boahen, denunciara fraude electoral en las presidenciales, en las que fue derrotado por Rawlings. En 1996, Kufuor fue nominado candidato presidencial del NPP, luego de que 1034 de 2000 delegados votaran por él en la convención del partido, derrotando a Boahen. A diferencia de las anteriores elecciones, donde el NPP se enfrentó solo a la "Alianza Progresista" de Rawlings, Kufuor contaba también con el apoyo del Partido de la Convención Nacional, que había abandonado al oficialismo, formándose la Gran Alianza.
Durante su campaña, que duró poco menos de nueve meses, Kufuor criticó la política exterior del gobierno, afirmando que esta "parecía impuesta desde afuera", especialmente por instituciones financieras internacionales como el Banco Mundial y el Fondo Monetario Internacional, así como la introducción de un impuesto al valor agregado (IVA) sobre bienes y servicios.
Las elecciones presidenciales se realizaron el 7 de diciembre, al mismo tiempo que las legislativas, a fin de evitar un nuevo boicot opositor. Kufuor obtuvo el 39.67% de los votos contra un 57.40% de Rawlings, que accedió a su segundo mandato constitucional. Sin embargo, Kufuor había obtenido un porcentaje significativamente mejor que el de Boahen en 1992 (un 30%), y el NPP había obtenido cerca de 61 escaños parlamentarios. La elección fue reconocida como libre y justa por los observadores, y desde ese año, Freedom House volvió a considerar a Ghana una "democracia electoral".

## Segunda candidatura presidencial
Kufuor fue nuevamente elegido candidato presidencial de su partido para las elecciones de 2000. Rawlings ya no podía presentarse a un tercer mandato debido al límite constitucional, y su partido, el Congreso Nacional Democrático, presentó a John Evans Atta Mills como candidato. La campaña se vio empañada por algunos brotes de violencia esporádicos en Acra, lo que llevó a que tanto Kufuor como los demás candidatos firmaran la "Declaración de Osu", comprometiéndose a incitar a sus partidarios a comportarse pacíficamente durante el proceso electoral. Kufuor afirmó que, si era elegido Presidente, se centraría en paliar la crisis económica iniciada durante el gobierno de Rawlings, y en incrementar el respeto a los derechos humanos.
Finalmente, las elecciones se realizaron el 7 de diciembre. Kufuor obtuvo mayoría simple con el 48.17% de los votos, a 1.83 puntos porcentuales de evitar una segunda vuelta. En segundo lugar quedó Atta Mills con un 44.54%, debiendo programarse un balotaje entre ambos para el 28 de diciembre. Con respecto al legislativo, el NPP obtuvo mayoría absoluta luego de realizarse una elección parcial, que lo dejó con 100 de 200 escaños en el Parlamento.
En la segunda vuelta, la participación decreció levemente y Kufuor obtuvo una amplia victoria, con el 56.90% de los votos. El oficialismo reconoció la derrota, y Kufuor fue juramentado Presidente de la República de Ghana el 7 de enero de 2001, siendo el primer traspaso de poder entre dos presidentes de distintos partidos políticos en la historia de Ghana.

## Presidencia

### Política interior
La política interna de su administración en el primer período estuvo marcada por la rigidez fiscal y monetaria en el frente económico, con el objetivo de estabilizar una economía nacional que se había estancado y estaba en declive. Su visión social se centró en liberar el potencial emprendedor, creativo e innovador de los ghaneses como un medio de crear riqueza y por lo tanto lidiar con los desafíos sociales que se les enfrentan. Esta visión socioeconómica fue encapsulada en el Programa de las Cinco Áreas Prioritarias, a saber, la búsqueda de una buena gobernanza, la modernización de la agricultura para el desarrollo rural, la participación del sector privado, la mejora de los servicios sociales y el vigoroso desarrollo de la infraestructura. Su administración recibió la mayor asistencia financiera de la historia de Ghana, debido fundamentalmente a la desconfianza de los donantes ante los gobiernos militares anteriores, así como a aquellos con algunas conexiones militares, como los dos mandatos constitucionales de Rawlings.
En el campo de la salud, su gobierno inició el Plan Nacional de Seguro de Salud para reemplazar el sistema existente de efectivo y transporte; 11 millones de ghaneses se registraron bajo este esquema. Creó el Servicio Nacional de Ambulancias y construyó más de 205 hospitales y clínicas.  También construyó un centro de emergencia de última generación en el Hospital de Enseñanza Komfo Anokye. El gobierno de Kufuor introdujo también la atención materna gratuita en los hospitales públicos para todas las mujeres embarazadas.
Se presentó a la reelección en las elecciones generales de 2004, donde su lema de campaña fue "So far, so good" (Hasta ahora, todo va bien), basándose en la estabilidad económica lograda bajo su mandato, con una tasa de crecimiento superior al 5 por ciento. Su principal oponente era nuevamente Atta Mills, quien recalcó que, a pesar de la bonanza económica, todavía el 44% de la población vivía bajo el umbral de la pobreza. Kufuor fue reelegido con el 52% de los votos, evitando así una segunda vuelta. Fue juramentado el 7 de enero de 2005 para su segundo mandato.

### Política exterior
La política exterior de Kufuor estaba respaldada por lo que él llamó "diplomacia económica". En este contexto, en África en general y en África Occidental en particular, buscó una política de buena vecindad, que se vio reflejada en un aumento de relaciones entre Ghana y Liberia, Sierra Leona, Costa de Marfil y Guinea-Bissau, entre otros estados africanos. En el escenario mundial, Kufuor buscó activamente el establecimiento de un orden social y económico internacional justo y equitativo, al tiempo que promovió y salvaguardó los intereses de Ghana mediante acuerdos bilaterales y multilaterales. Su posición internacional, siendo visto como un estadista, demócrata y portavoz creíble de África se expresó en su invitación a las principales reuniones y conferencias internacionales, incluida la cumbre de la Unión Africana, las Cumbres del G8 en Sea Island, Georgia; y Glenneagles, Escocia, y el Foro Económico Mundial. Fue Presidente del grupo regional de la CEDEAO por dos períodos consecutivos, 2003 y 2004.

### Transición presidencial
Estando Kufuor impedido para presentarse a la reelección una segunda vez, debido al límite de mandatos, el NPP designó a Nana Akufo-Addo como su candidato presidencial. Atta Mills, dos veces oponente electoral de Kufuor, sería su principal contrincante. Las encuestas iniciales afirmaban de antemano que sería una elección extremadamente reñida, en la cual tanto Atta Mills como Akufo-Addo tenían posibilidades de ganar. Las elecciones se realizaron el 7 de diciembre. Mientras que Akufo-Addo obtuvo mayoría simple de votos, con el 49.13% (a menos de un punto de ganar en primera vuelta), el NPP perdió la mayoría parlamentaria debido a que el NDC triunfó en más circunscripciones. Se programó un balotaje entre Atta Mills y Akufo-Addo para el 28 de diciembre. En este, Atta Mills obtuvo una diferencia ínfima de menos de medio punto porcentual, obteniendo la presidencia. El principal motivo de la derrota de Akufo-Addo fue el retraso de la votación en la circunscripción de Tain, y el posterior boicot del NPP tras denunciar que la elección en dicho distrito no sería transparente, provocando que Atta Mills triunfara con el 90% de los votos en esa circunscripción. Kufuor reconoció la derrota y finalizó su mandato el 7 de enero de 2009, entregando el cargo a Atta Mills.

## Pospresidencia
En julio de 2009, meses después de abandonar la presidencia, Kufuor se convirtió en miembro de la Junta Asesora Internacional de la Organización de Desarrollo de los Países Bajos (SNV) para contribuir con su experiencia al trabajo de reducción de la pobreza de la organización. En septiembre, Kufuor habló en los Países Bajos en un evento del gobierno neerlandés para marcar "60 años de asistencia al desarrollo" por invitación del ministro de asuntos exteriores Bert Koenders, al que asistieron casi 2.000 personas. Durante su visita a los Países Bajos, fue entrevistado por el periódico NRC Handelsblad y la revista Internationale Samenwerking. Abogó por la importancia de una asistencia para el desarrollo eficaz, señalando que esto ayudó a Ghana a ingresar al mercado internacional de capitales.
Kufuor fue elegido junto con Luiz Inácio Lula da Silva para recibir conjuntamente el Premio Mundial de Alimentación 2011 por su compromiso personal y liderazgo visionario mientras se desempeñaban como presidentes de Ghana y de Brasil, respectivamente, en la creación y aplicación de políticas gubernamentales para aliviar el hambre y la pobreza en sus países. La fundación declaró que "los logros significativos de estos dos galardonados ilustran que el liderazgo transformacional realmente puede lograr un cambio positivo y mejorar en gran medida la vida de las personas".
El 7 de enero de 2013, mientras se preparaba para asistir a la ceremonia de juramentación de John Dramani Mahama, sucesor del fallecido Atta Mills, luego de su estrecha y cuestionada victoria electoral, manifestantes del NPP cercaron la casa de Kufuor para impedirle concurrir, bajo el argumento de que el partido había decidido boicotear la juramentación mientras los resultados estuvieran siendo apelados ante la Corte. Kufuor replicó que había sido invitado en calidad de expresidente, no de miembro del NPP, y que de todas formas iría a la ceremonia. El Servicio Policial de Ghana debió disolver la manifestación para permitirle a Kufuor asistir al evento.